# أحداث معمل روزامور
أحداث معمل روزامور هي سلسلة أحداث حصلت يوم السبت 26 أبريل 2008 بمصنع للمفروشات بالمنطقة الصناعية ليساسفة بمدينة الدار البيضاء وأدت إلى مقتل 56 عاملا وجرح 17 آخرين. وانطلقت الشرارة الأولى للحريق في المصنع، الذي يحتوي من أربعة طوابق، من الطابق الأول حيث يتواجد عمالة النجارة لتأكل النار بسرعة باقي الطوابق وذلك نتيجة المواد السريعة الاشتعال التي يستعملها المصنع من الإسفنج وخشب وجلد ومواد كيماوية.

## ملابسات الحادث

### بداية الحريق
في يوم الحادث بعد مغادرة مالك المصنع للمحل. تم إقفال أبواب المصنع إقفال محكما وبداخله العمال والعاملات. وذلك بسبب خوفه من تهريب وسرقة منتجات المصنع. وبعدها بمدة شب حريق فجأة، وبحث العمال عن مسالك لإنقاذ أنفسهم، فلم يجدوا ولو نافذة صغيرة تساعدهم على الهرب. مما تركهم مع مواجهة مباشرة مع الموت من الأدخنة الكثيفة والنيران.
وأكد العمال الناجون أن الأبواب الرئيسية تبقى دائما مغلقة لمراقبة العمال، وأن صاحب المصنع أغلق النوافذ بشبابيك حديدية.
والسلالم كانت ممتلئة بالسلع القابلة للاشتعال وأضاف صاحب المصنع سلما حديديا لولبيا وسط المصنع لمراقبة العمال.
وأما السلالم الخرسانية فقد كانت ممتلئة بالسلع القابلة للاشتعال مثل الخشب والإسفنج والقماش.

### الاستجابة والإنقاذ
جاء رجال الإطفاء بعد ساعه من الحريق تقريبا، وتنقصهم لوازم هامة لمواجهة الحريق الضخم من مخزون مائي قليل وخراطيم فاسدة وفريق صغير.
ووجدت المطافي بعد البحث مصادر مياه اضافية رغم أن هذه المنطقة الصناعية ليس بها مصدر مياه خاص للحماية المدنية، مما إضطرهم لنشر خرطوم مياه طويل (1 كم) لجذب الماء. ونتيجة التأخر وبطء التحركات تطوع الأهالي وباشروا عملية إطفاء الحريق بنفسهم، ولم يتم إنقاذ إلا القليل من العمال الذين كانوا محتجزين داخل المصنع.

## ما بعد الحادثة
اعتقلت السلطات مالك المصنع وأحد أبنائه للتحقيق في أسباب الحريق وظروف تشغيل العمال. واعترف صاحب المصنع في محاضر الشرطة بأنه أضاف تعديلات كثيرة على مصنعه من دون ترخيص.
قامت الجمعية المغربية لحقوق الإنسان بالدار البيضاء بتأسيس لجنة وطنية للتضامن مع عائلات الضحايا والناجين، بهدف المساعدة في تتبع الجاني ومن معه.

## التبعات القضائية والتأمينات
- في يونيو من العام 2009 قضت المحكمة الابتدائية بعقوبة أربع سنوات من الحبس النافذ وغرامة مالية ألف درهم في على صاحب المصنع، وحكمت على ابنه المسؤول عن الإدارة بسنتين بنفس الغرامة. وحكمت بحبس أربع سنوات مع غرامة قدرها ألف درهم في حق العامل المتهم بالتسبب عن غير عمد في حريق عقار نتج عنها موت أكثر من شخص.[5]
- في العام 2018 وافقت شركة سهام للتأمين على صرف التعويضات المقررة لأسر الضحايا على دفعات.[6]